# Jon Svendsen
Jon Svendsen, född 26 oktober 1953 i Berkeley, död 20 september 2024, var en amerikansk vattenpolospelare. Han deltog i den olympiska vattenpoloturneringen i Los Angeles där USA tog silver. Svendsen gjorde ett mål i turneringen i matchen mot Grekland.
Svendsen studerade vid University of California, Berkeley. Han var tilltänkt för det amerikanska landslaget redan vid olympiska sommarspelen 1980 men USA beslutade att bojkotta OS den gången.
Svendsen gjorde tolv mål när USA vann vattenpoloturneringen vid panamerikanska spelen 1983 i Caracas.